# (11780) Thunder Bay
(11780) Thunder Bay es un asteroide perteneciente al cinturón de asteroides, descubierto el 3 de octubre de 1942 por Liisi Oterma desde el Observatorio de Iso-Heikkilä, en Turku, Finlandia.

## Designación y nombre
Designado provisionalmente como 1942 TB. Fue nombrado Thunder Bay en homenaje al municipio Thunder Bay, ubicado a orillas del Lago Superior, es el municipio más poblado del noroeste de Ontario, Canadá. Fundado en 1970 con la fusión de dos ciudades, Thunder Bay es conocido como "el Lakehead" porque es el puerto más occidental de Canadá en los Grandes Lagos y al final de Great Lakes Navigation.

## Características orbitales
Thunder Bay está situado a una distancia media del Sol de 2,547 ua, pudiendo alejarse hasta 3,241 ua y acercarse hasta 1,852 ua. Su excentricidad es 0,272 y la inclinación orbital 9,362 grados. Emplea 1484,84 días en completar una órbita alrededor del Sol.
El próximo acercamiento a la órbita terrestre se producirá el 27 de agosto de 2046.

## Características físicas
La magnitud absoluta de Thunder Bay es 13,2. Tiene 5,591 km de diámetro y su albedo se estima en 0,287.